# Silnice I/66
Die Silnice I/66 (tschechisch für: „Straße I. Klasse 66“) ist eine tschechische Staatsstraße (Straße I. Klasse). 

## Verlauf
Die Straße beginnt in Milín an der hier noch nicht zur Dálnice 4 aufgestuften Silnice I/4 und verläuft von dort in nordnordwestlicher Richtung nach Příbram, wo sie an der Silnice I/18 endet. 
Die Gesamtlänge der Straße beträgt knapp 8 Kilometer.